# Municipio de Taylor (condado de Marshall)
El municipio de Taylor (en inglés: Taylor Township) es un municipio ubicado en el condado de Marshall en el estado estadounidense de Iowa. En el año 2010 tenía una población de 19328 habitantes y una densidad poblacional de 204,02 personas por km².

## Geografía
El municipio de Taylor se encuentra ubicado en las coordenadas 42°4′40″N 92°56′25″O / 42.07778, -92.94028. Según la Oficina del Censo de los Estados Unidos, el municipio tiene una superficie total de 94.74 km², de la cual 94.48 km² corresponden a tierra firme y (0.27%) 0.25 km² es agua.

## Demografía
Según el censo de 2010, había 19328 personas residiendo en el municipio de Taylor. La densidad de población era de 204,02 hab./km². De los 19328 habitantes, el municipio de Taylor estaba compuesto por el 83.35% blancos, el 2.54% eran afroamericanos, el 0.63% eran amerindios, el 0.95% eran asiáticos, el 0.24% eran isleños del Pacífico, el 9.44% eran de otras razas y el 2.85% pertenecían a dos o más razas. Del total de la población el 28.16% eran hispanos o latinos de cualquier raza.